# Scadoxus puniceus
Scadoxus puniceus là một loài thực vật có hoa trong họ Amaryllidaceae. Loài này được (L.) Friis & Nordal miêu tả khoa học đầu tiên năm 1976.

## Hình ảnh

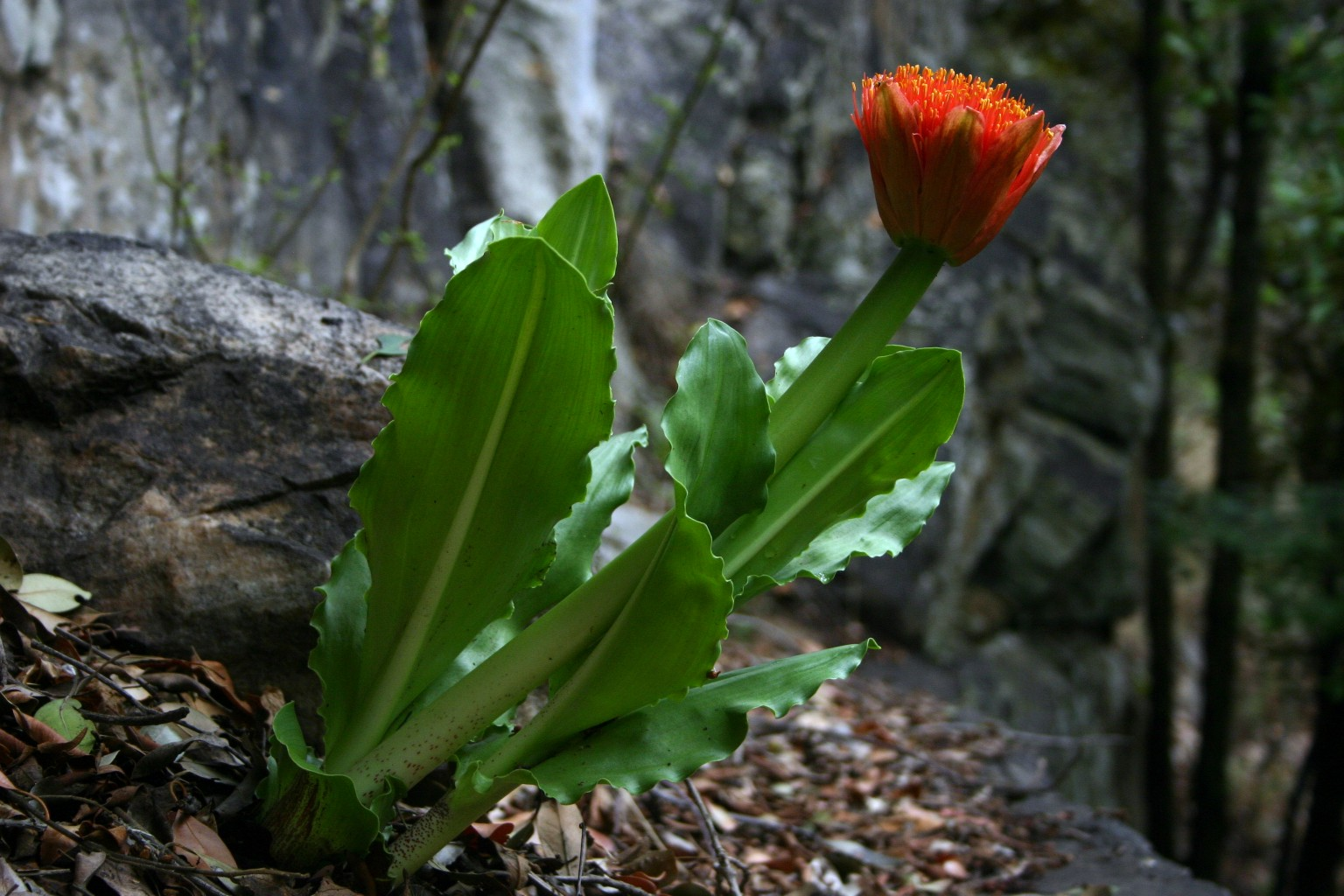
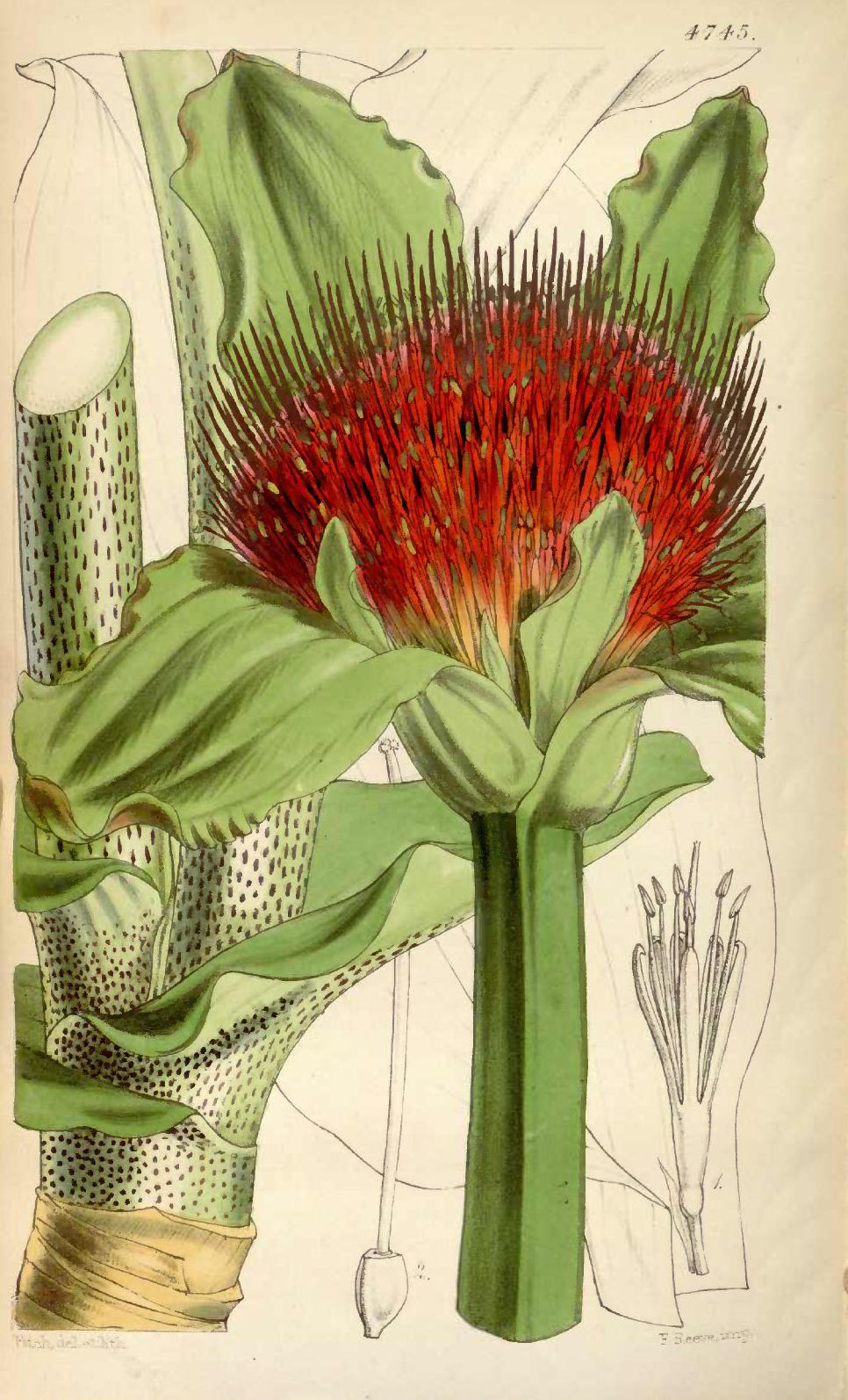
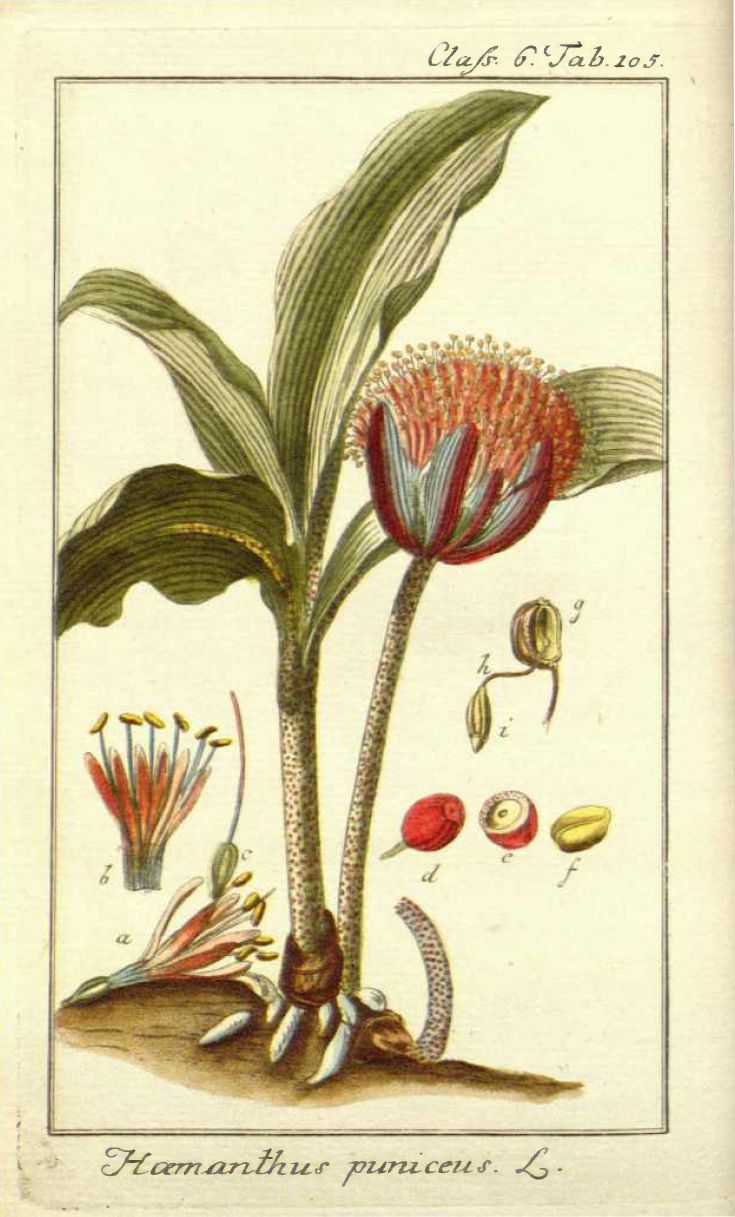
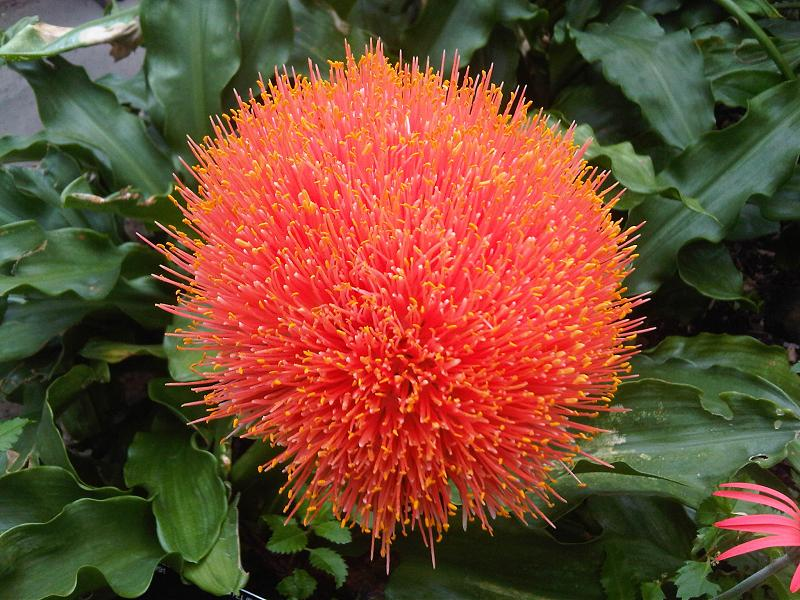